# Okres Székesfehérvár
Okres Székesfehérvár (maďarsky Székesfehérvári járás) je okres v Maďarsku v župě Fejér. Jeho správním centrem je město Székesfehérvár.

## Sídla
V okrese se nachází tato města a obce:
Füle, Jenő, Kőszárhegy, Nádasdladány, Polgárdi, Aba, Bakonykúti, Csór, Csősz, Gánt, Iszkaszentgyörgy, Káloz, Lovasberény, Magyaralmás, Moha, Pátka, Sárkeresztes, Sárkeszi, Sárosd, Sárszentmihály, Seregélyes, Soponya, Szabadbattyán, Székesfehérvár, Tác, Úrhida, Zámoly.